# La canzone del sole/Anche per te
La canzone del sole/Anche per te è il 13º singolo del cantante italiano Lucio Battisti, pubblicato nel novembre 1971 dalla Numero Uno.
Il disco, che ha la particolarità di non essere stato estratto da nessun album, è il primo inciso con la Numero Uno e resta uno dei singoli di maggior successo dell'artista reatino.

## Copertina
Le immagini di copertina e retrocopertina ritraggono Battisti mentre cammina in un prato, con una valigetta in mano ed una margherita in bocca (dettaglio che rimanda ad un verso del testo de "La canzone del sole").
Le fotografie sono opera di Cesare Montalbetti (accreditato con il nome d'arte Caesar Monti) e furono realizzate nel parco di una villa di amici di Mogol, vicino a Como. A quelle sessioni fotografiche parteciparono anche Grazia Letizia Veronese, fidanzata di Battisti (che diventerà sua moglie cinque anni dopo) e Franco Daldello. Montalbetti ricorda:
(Cesare Montalbetti, 2007)
Le copertine delle prime copie del singolo sono realizzate in carta lucida, mentre quelle successive sono tutte opache.

## Accoglienza
Il singolo giunse al primo posto della classifica italiana e fu il 93º più venduto del 1971 e il 7º del 1972 in Italia.
| Settimana | Settimana        | Posizione |
| --------- | ---------------- | --------- |
| 1         | 11 dicembre 1971 | 7         |
| 2         | 18 dicembre 1971 | 2         |
| 3         | 25 dicembre 1971 | 2         |
| 4         | 1º gennaio 1972  | 2         |
| 5         | 8 gennaio 1972   | 2         |
| 6         | 15 gennaio 1972  | 2         |
| 7         | 22 gennaio 1972  | 1         |
| 8         | 29 gennaio 1972  | 2         |
| 9         | 5 febbraio 1972  | 3         |
| 10        | 12 febbraio 1972 | 2         |
| 11        | 19 febbraio 1972 | 2         |
| 12        | 26 febbraio 1972 | 2         |
| 13        | 4 marzo 1972     | 3         |
| 14        | 11 marzo 1972    | 4         |

## Tracce
Testi di Mogol, musiche di Lucio Battisti.
Lato A
1. La canzone del Sole – 5:23

Lato B
1. Anche per te – 4:30

## I brani

### La canzone del sole
La canzone del sole è una delle canzoni più famose di Lucio Battisti ed è tutt’ora uno dei pezzi più ascoltati ed eseguiti della musica italiana. Infatti ha una melodia molto semplice da eseguire alla chitarra; è costituita infatti da soli 3 accordi (La – Mi – Re) che si ripetono a rotazione; ciò la rende accessibile anche agli allievi alle prime lezioni.
La canzone parla di due persone, un ragazzo e una ragazza, che si sono conosciuti da bambini e che si reincontrano dopo vari anni, in età adulta; se da un lato riemergono i ricordi delle loro vacanze al mare, dall’altro c’è anche una consapevolezza nuova, e qualche conflitto, imbarazzo e disagio, che però alla fine si risolve, come ombre allo spuntar del sole.
Il 04/06/2008 sul giornale online "Musical News: le notizie che gli altri non hanno" ... Massimo Giuliano pubblica una notizia in cui rivela che la celebre "Canzone del sole" della coppia Battisti-Mogol è nata sulle spiagge di Silvi Marina, località in provincia di Teramo e che a svelarlo è stato lo stesso paroliere, durante un incontro pubblico.
"Quando ero piccolo, venivo spesso con la mia famiglia a passare le vacanze estive sulla spiaggia di Silvi Marina. Il testo della Canzone del sole è nato proprio pensando a quei luoghi e alle emozioni vissute in riva al mare di Silvi. Io, d'altronde, non mi sono mai reputato un uomo dotato di molta fantasia: ho raccontato sempre e solo ciò che mi era successo nella vita".
Ma in realtà la descrizione del brano è un'altra;  "fu ispirata da una bambina che abitava di fianco a casa mia, in via Clericetti a Milano, una fanciulla bionda di un anno o due più grande di me con la quale sono cresciuto fino a circa dieci anni. Immagino di incontrarla da grande e ricordo "le bionde trecce, le tue calzette rosse" e i primi tentativi di sesso, primi approcci di due persone assolutamente ingenue che non sanno nemmeno come si fa e che comunque hanno questa grande curiosità per il proibito, questo tentativo di ispezionarsi, con le paure tipiche infantili. Improvvisamente c'è il richiamo ad una realtà odierna con la gelosia che subentra nel bambino diventato adulto, ma che ancora vede la sessualità come qualcosa di oscuro, come un mare nero. Il mare nero è l'inquinamento che comincia la sua opera di distruzione, è il dispiacere per il degrado che cresce con l'età e che porta anche a queste forme di estremo possesso, e perciò si fanno tante domande inutili, per una forma di autodifesa. C'è un flash-back che riporta a un periodo in cui tutto era trasparente, contrapposto all'inquinamento provocato dalla perdita dell'innocenza. [...] Le ombre e i fantasmi della notte quando c'è la luce si trasformano, e tutto quello che sembrava un incubo e sapeva di mostri e di incertezze alla fine assume sembianze chiare e limpide. Le storie sentimentali che lei aveva vissuto non sono più viste come cose negative, ma solo come frutto di interpretazioni, fuorviate dall'unico vero sentimento forte e difficilmente accettabile: l'abbandono dell'adolescenza". --Le dichiarazioni di Mogol sono tratte dal libro Umanamente uomo di Gianmario Fontana del 1999, confermate anche nel libro della Minerva edizioni (Oltre le parole. Antologia commentata- 2021).
La canzone del sole ha avuto numerose cover eseguite da altri artisti:
- Fiorello (album Veramente falso, 1991)
- Formula 3
- Francesca Pettinelli
- José Feliciano
- Luca Barbarossa
- Luciano Ligabue
- Mina
- Veronica Maggio
- Negramaro e Malika Ayane nel 2024 al Festival di Sanremo durante la serata dedicata alle cover.

Il celebre ritornello della canzone viene citato dal brano di Eugenio Finardi La forza dell'amore. 
Si trova alla posizione numero 11 della classifica di Rolling Stones dei 200 migliori brani nella storia della musica italiana.

### Anche per te
"Anche per te" è dedicata a tre figure femminili: a una suora, che si alza la mattina presto e dopo essersi preparata il caffè, senza neanche più curarsi nell'abbigliamento, si reca in chiesa a pregare e pensa al mondo per lei così lontano dalla sua condizione di vita e che ormai l'ha emarginata; a una prostituta, che porta i soldi all'uomo che l'ha avviata sulla strada, ma che tuttavia aggiunge "ancora un po' d'amore a chi non sa che farne"  e a una ragazza madre, che ha avuto un bambino da un uomo che l'ha lasciata sola e che trema di terrore nel guardare un uomo, poiché le fa ricordare lo sbaglio commesso e vive col rimpianto di aver ceduto. A tutte e tre il protagonista vorrebbe dare un aiuto, vorrebbe poter dare qualcosa, ma si accorge di non esserne capace: di conseguenza rinuncia ("E così io resto qui"). Mogol ha dichiarato:
(Mogol, 1971)
Il brano venne registrato alla fine di ottobre al Fonoroma di Milano.

#### Cover
- Enrico Ruggeri (album Contatti, 1989)
- Fiorello (1990)
- Renato Zero (album Tutti gli Zeri del mondo, 2000)
- Fiordaliso nella Music Farm Compilation (Nar International) (2004)
- Francesco De Gregori (mai incisa, ma eseguita più volte in diversi concerti)
- Enrico Ruggeri, Mango, Roberta Voltolini (1985, nella trasmissione televisiva "Ellepi")